# Karlsberg
Pour l’article ayant un titre homophone, voir Carlsberg.

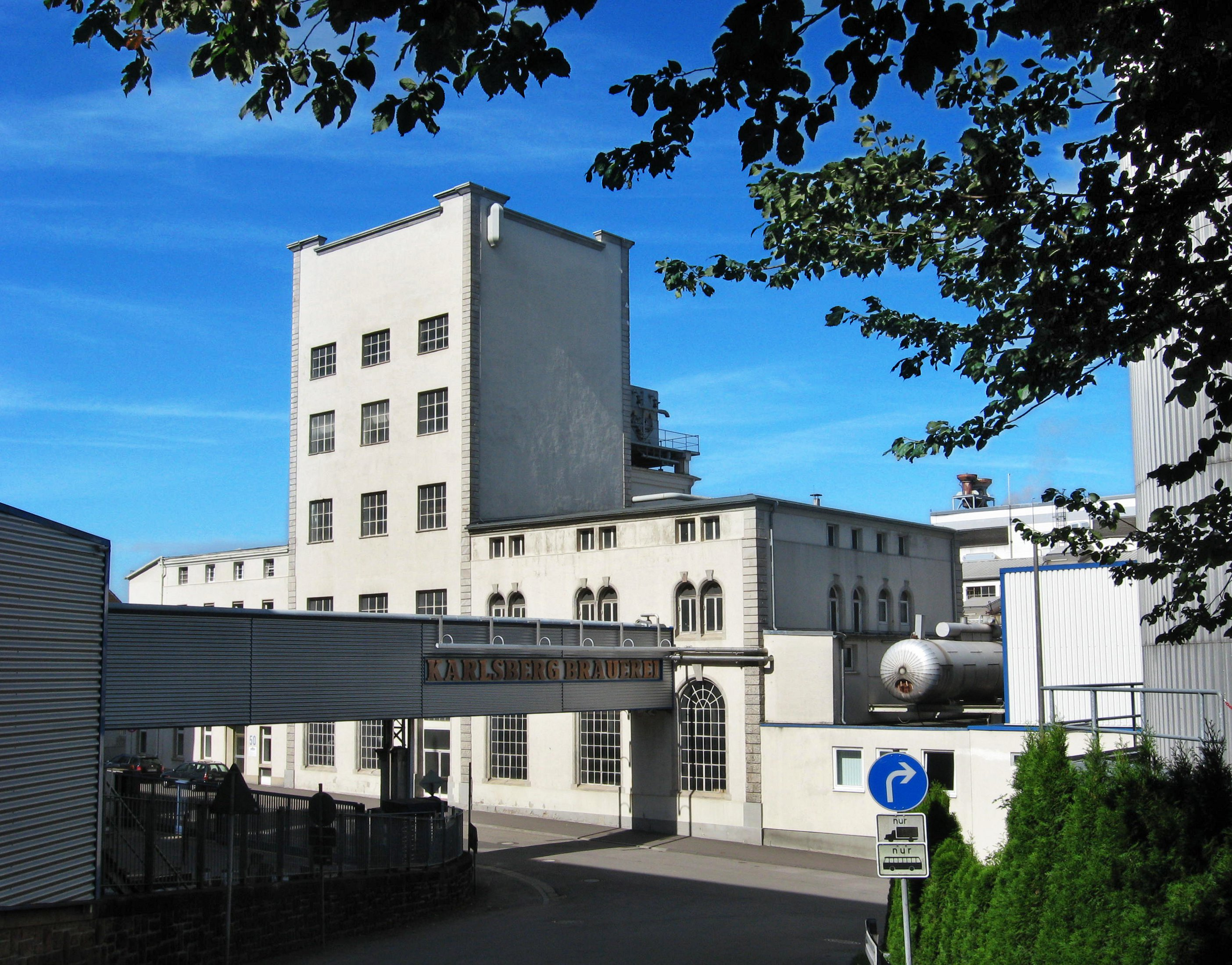
La brasserie Karlsberg à Hombourg.

Karlsberg est une entreprise brassicole allemande.
À l'étranger, elle utilise la marque Karlsbräu, afin de ne pas être confondue avec le groupe brassicole danois Carlsberg.

## Histoire
La Brasserie Karlsberg est fondée en 1878 par Christian Weber à Hombourg. L'entreprise est restée familiale et est détenue aujourd'hui par Richard Weber, l'arrière-petit-fils du fondateur.
En 1989, Karlsberg rachète la Brasserie Licorne à Saverne qui produit notamment les bières Licorne, Fritz Bräu et Burgbräu. Karlsberg possédait également la Brasserie Amos à Metz acquise en 1988 et fermée en 1993.
En 1992 Karlsberg rachète la Königsbacher Brauerei à Coblence , une marque régionale avec plus de 300 ans de tradition.

## Bières et boissons
- Bock
- Brauerlimo
- Brauermalz
- Bundaberg
- Export
- Fresh
- Grapefruit
- Helles
- Kellerbier
- Mixery
- Pale Ale
- Pils Alkoholfrei
- Pilsener
- Natur Radler
- Radler Alkoholfrei
- UrPils

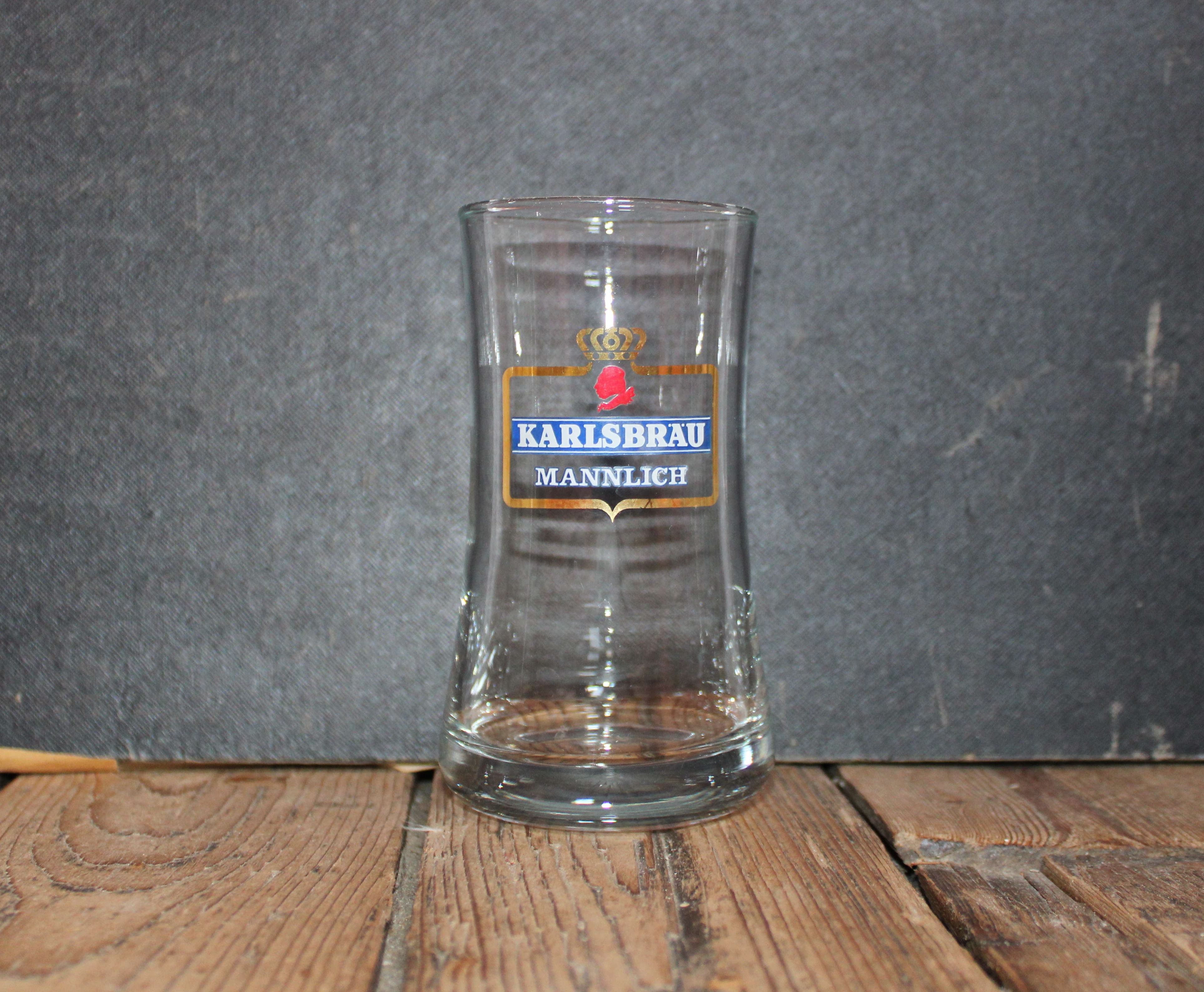
Vieux verre à bière Karlsbräu Mannlich.

- Helles/Dunkles Natur Weizen, Natur Weizen Alkoholfrei
- Marques locales: Becker's, Löwenbräu, Zischke

Les marques appartenant à Karlsberg :
- Becker's
- Boris
- Ottweiler
- Unibroue
- Burgbräu
- Braugold
- Walsheim